# Цілинне (Айиртауський район)
Ціли́нне (каз. Целинное) — село у складі Айиртауського району Північноказахстанської області Казахстану. Входить до складу Арикбалицького сільського округу.
Населення — 130 осіб (2021; 244 у 2009, 482 у 1999, 685 у 1989).
Національний склад станом на 1989 рік:
- росіяни — 44 %.